# Galium megacyttarion
Galium megacyttarion är en måreväxtart som beskrevs av Robert Reid Mill. Galium megacyttarion ingår i släktet måror, och familjen måreväxter. Inga underarter finns listade i Catalogue of Life.